# 藏改乡
藏改乡（藏語：གཙང་ཁ་），是中华人民共和国西藏自治区日喀则市江孜县下辖的一个乡镇级行政单位。

## 行政区划
藏改乡下辖以下地区：
亚益村、藏改村、达尔村、杂吾达村、楚古村、夏尔岗村和其吾村。